# Julian Bojanowski
Julian Bojanowski (ur. 27 kwietnia 1922, zm. 26 sierpnia 2014) – mgr inż. lotnictwa, docent, szybowcowy pilot doświadczalny I kl., pilot samolotowy I kl. i instruktor.
W 1945 r. rozpoczął szkolenie szybowcowe w Aeroklubie Krakowskim – był założycielem Sekcji Lotniczej Studentów Politechniki w Krakowie. Licencję szybowcową A+B uzyskał w 1945 r. w Bodzowie, latając na szybowcu poniemieckim SG-38. Razem z nim podobną odznakę uzyskali Andrzej Abłamowicz i Stanisław Wielgus. Rok później uzyskał na Żarze kategorię C i uprawnienia instruktorskie. W tym samym roku przeszedł szkolenie samolotowe w Ligotce Dolnej.
W 1949 r. ukończył studia i uzyskał dyplom mgr inż. mechanik o specjalności lotniczej. Wkrótce po tym został negatywnie zweryfikowany i nie mógł podjąć pracy w lotnictwie. Podjął następne studia na Wydziale Budowy Okrętów, pracując w Stoczni Rybackiej w Gdyni.
W 1951 r. podjął pracę w Dziale Wytrzymałościowo-Konstrukcyjnym Instytutu Lotnictwa, którym kierował inż. Tadeusz Chyliński i któremu podlegał również Dział Badań w Locie. Po cofnięciu negatywnej weryfikacji rozpoczął latanie na szybowcach, a w roku 1956 uzyskał uprawnienia szybowcowego pilota doświadczalnego I kl i na tym stanowisku pracował do 1983 roku.
Wspólnie, z młodszym inż Sławomirem Makarukiem prowadził próby homologacyjne wszystkich badanych w locie w tym czasie szybowców produkcji Szybowcowych Zakładów Doświadczalnych SZD w Bielsku-Białej.
W 1954 roku, podczas badań na dużej prędkości szybowca Mucha-100 doszło do flatteru lotek i musiał się ratować skokiem na spadochronie.
Badał korkociąg płaski na szybowcu SZD-9 Bocian, ustalając warunki do wyprowadzenia z tego stanu lotu.
Był też inżynierem prowadzącym (z Andrzejem Abłamowiczem) próby na latającej hamowni Ił-28 silnika SO-1 do samolotu TS-11 Iskra.
Był wykładowcą na kursach dla kandydatów na pilotów doświadczalnych.
W latach 1958–1970 był wiceprzewodniczącym Międzynarodowej Komisji Szybowcowej FAI.
Odznaczony wieloma odznaczeniami, w tym Krzyżem Kawalerskim Orderu Odrodzenia Polski (1981).
Był członkiem Klubu Pilotów Doświadczalnych.
Zmarł w Krakowie, pochowany jest na cmentarzu Rakowickim, kwatera XII B.